# ウィキスピーシーズ
ウィキスピーシーズ（英語: Wikispecies）は、ウィキメディア財団により運用されているウィキメディア・プロジェクトの一つ。言語別サイトには分かれておらず、コモンズと同じく各ページ内に多言語を併載する。ウィキペディアやウィクショナリー等と同じく、ウィキベースのオンラインプロジェクトである。動物界、植物界、菌界、真正細菌（細菌界）、古細菌、原生生物等々、ドメインや界から種や亜種に至るまであらゆる生物の分類の目録をフリーコンテントとして収集している。
どちらかと言えば一般大衆向けというより、科学者を対象としている。財団創立者であるジミー・ウェールズによれば、投稿前に学位証明の写しを財団に送れとは言わないが、専門家に見せても大丈夫な内容を投稿してもらいたいとのこと。
世界中の生物学者たちの協力を歓迎するプロジェクトとして2004年8月に出発した。翌2005年5月には、リンネ以降の分類体系全般を網羅し、ウィキペディアとのリンクを備える「生物種データベース」を構築する枠組みを整えている。
2007年5月に10万記事を達成した。
ウィキスピーシーズのコンテンツはGNU Free Documentation License（GFDL）のもとで利用可能である。